# بركات بن إبراهيم الخشوعي
بركات بن إبراهيم بن طاهر الخُشُوعي مُسْنِد الشام في وقته، شارك الحافظ ابن عساكر في كثير من مشيخته سماعاً بدمشق، والغرباء إجازة، وطالت حياته بعد وفاته بسبع وعشرين سنة، فألحق الصغار بالكبار، وانتفع به خلق كثير.
واختلف في تاريخ وفاته، فحدده ابن كثير سنة 597هـ، ونقل ابن تغري بردي أنها 598هـ.
والتقى به العز بن عبد السلام في أيامه الأولى، وتلقى عليه العلوم، وحضر دروسه، وسمع منه الحديث.